# 国家地方警察岐阜県本部
国家地方警察岐阜県本部（こっかちほうけいさつぎふけんほんぶ）は、旧警察法時代に存在した岐阜県の都道府県国家地方警察で、自治体警察を設けない地域を管轄区域とする。また国家地方警察大阪警察管区本部の行政管理を受ける。
1954年（昭和29年）の新警察法の公布により廃止され、新たに都道府県警察として岐阜県警察本部が発足した。

## 組織
1948年（昭和23年）時点
- 総務部
  - 秘書調査課、会計課
- 警務部 　 
  - 人事装備課、教養課
- 刑事部 　 
  - 捜査課、鑑識課、防犯統計課
- 警備部 　 
  - 警備課、交通課、通信課

## 地区警察署
1948年（昭和23年）時点
- 稲葉地区警察署
- 羽島地区警察署
- 海津地区警察署
- 養老地区警察署
- 不破地区警察署
- 安八地区警察署
- 揖斐地区警察署
- 本巣地区警察署
- 山県地区警察署
- 郡上地区警察署
- 武儀地区警察署
- 金山地区警察署
- 加茂地区警察署
- 可児地区警察署
- 土岐地区警察署
- 北恵那地区警察署
- 南恵那地区警察署
- 益田地区警察署
- 大野地区警察署
- 南吉城地区警察署
- 北吉城地区警察署

## 県内の自治体警察
- 岐阜市警察
- 高山市警察
- 多治見市警察
- 大垣市警察
- 関市警察
- 中津川市警察